# Dangerous Ishhq
Pour plus de détails, voir Fiche technique et Distribution.
Dangerous Ishhq (en hindi : खतरनाक इश्क़) est un film indien réalisé par Vikram Bhatt. Les rôles principaux sont tenus par Karisma Kapoor dont c'est le retour au cinéma après neuf ans d'absence, Rajneesh Duggal, Divya Dutta et Jimmy Shergill. Le tournage débute le 7 septembre 2011, pour une sortie en 11 mai 2012.

## Synopsis
Sanjana, top model, et Rohan, fils d'un magnat des affaires, forment l'un des couples les plus populaires du monde people. Lorsque Sanjana décide à la dernière minute de ne pas se rendre à Paris pour un défilé, elle se rend compte que son petit ami a disparu. Les ravisseurs exigent 500 millions de roupies, la police croit cependant que payer la rançon ne servira pas à retrouver Rohan. C'est alors que Sanjana commence à avoir des visions qui la représentent avec Rohan à différentes époques et qui lui permettent de se rapprocher de Rohan et de ses ravisseurs.

## Fiche technique
- Titre : Dangerous Ishhq
- Titre original en hindi : खतरनाक इश्क़
- Réalisateur : Vikram Bhatt
- Scénario : Amin Hajee
- Musique (chansons) : Himesh Reshammiya
- Musique d'accompagnement : Raju Singh
- Photographie : Praveen Bhatt
- Montage : Kuldip K. Mehan
- Cascades et combats : Abbas Ali Moghul
- Production : Arun Rangachari pour Reliance Entertainment, BVG Films et Dar Motion Pictures
- Langue : hindi
- Pays d'origine : Inde
- Date de sortie : 11 mai 2012
- Format : Couleurs
- Genre : Thriller, romance et fantastique

## Distribution
- Karisma Kapoor : Sanjana
- Rajneesh Duggal : Rohan
- Jimmy Shergill
- Divya Dutta
- Gracy Singh
- Ruslaan Mumtaz
- Aarya Babbar

## Musique
La musique des chansons est composée par Himesh Reshammiya sur des paroles de Shabbir Ahmed (1, 3, 4, 5, 6, 8, 9, 11) et Sameer Anjaan (2, 7, 10). Le cd de la bande originale est sorti le 17 avril 2012 sur le label T.Series.
1. Tu Hi Rab Tu Hi Dua, interprétée par Rahat Fateh Ali Khan, Tulsi Kumar (7:03)
2. Naina Re, interprétée par Himesh Reshammiya, Shreya Ghoshal, Rahat Fateh Ali Khan (5:32)
3. Ishq Mein Ruswaa, interprétée par Anweshaa (4:43)
4. Umeed, interprétée par Amrita Kak, Shahab Sabri (4:47)
5. Lagan Laagi, interprétée par Shreya Ghoshal, Shahab Sabri (6:09)
6. Tu Hi Rab Tu Hi Dua (R&B Mix), interprétée par Rahat Fateh Ali Khan, Tulsi Kumar ; remixée par Kiran Kamath (4:46)
7. Naina Re (Remix), interprétée par Himesh Reshammiya, Shreya Ghoshal, Rahat Fateh Ali Khan ; remixée par Kiran Kamath (4:28)
8. Tu Hi Rab Tu Hi Dua (Reprise), interprétée par Tulsi Kumar ; remixée par Kiran Kamath (4:46)
9. Umeed (Remix), interprétée par Amrita Kak, Shahab Sabri ; remixée par DJ Sheizwood (4:04)
10. Naina Re (Reprise), interprétée par Himesh Reshammiya, Shreya Ghoshal, Rahat Fateh Ali Khan (5:31)
11. Ishq Mein Ruswaa (Remix), interprétée par Anweshaa ; remixée par Kary Arora (3:13)

## Accueil
Critique
Dangerous Ishhq ne recueille pas plus les faveurs de public que celles de la critique qui relève la faiblesse du scénario, de la réalisation ainsi que des scènes involontairement comiques. Néanmoins certains critiques attribuent au film des notes décentes, ainsi la revue Daily Bhaskar accorde au film trois étoiles sur cinq et loue la performance de Karisma Kapoor : « Avec le film Dangerous Ishq Karishma Kapoor est de retour dans un rôle puissant ». De même, la revue Indiatimes donne au film une note de trois étoiles et demie sur cinq en déclarant qu'il y a bien une vie à Bollywood pour une diva trentenaire sur le retour.
Box-office
Le film a obtenu une très mauvaise ouverture à la billetterie, il rapporte 39 000 000 de roupies indiennes lors de son premier weekend d'exploitation en Inde:
- Première semaine: 58 900 000 de roupies  indiennes[5].
- Deuxième semaine: 3 500 000 de roupies indiennes[5].
- Troisième semaine: 3 100 700 de roupies indiennes[5].
- Quatrième semaine: 1 980 000 de roupies indiennes[5].
- Cinquième semaine: 420 530 de roupies indiennes[5]
- Sixième semaine: 220 460 de roupies indiennes[5]
  - Total  Inde: 70 250 000 de roupies indiennes.
  - Total outre mers  : 2 606 770  de roupies indiennes[6].
  -  Mondial : 100 850 000 de roupies indiennes[7].